# Bahnneigungsflug
Der Bahnneigungsflug beschreibt die zur Horizontale durchgeführte geradlinige Bewegung eines Luftfahrzeugs auf einer geneigten Flugbahn. Dabei kann diese positiv (Steigflug) oder negativ (Sinkflug) erfolgen. Bei einem negativen Bahnneigungswinkel zwischen 30° und 90° wird von Sturzflug gesprochen. Ein negativer Bahnneigungsflug ohne Schubkraft ist ein Gleitflug.